# Plus qu'hier, moins que demain
Pour plus de détails, voir Fiche technique et Distribution.
Plus qu'hier, moins que demain est un film français réalisé par Laurent Achard, sorti en 1999.

## Synopsis
Le film raconte l'histoire d'une famille en province à la campagne. Sonia a été amoureuse de son oncle Maurice dans son adolescence et sa sœur cadette Françoise a flirté avec le fils de celui-ci, leur cousin germain Bernard. Elles ont un frère cadet, Julien. Des années plus tard, Sonia rend visite à ses parents en compagnie de son mari Patrick et de leur bébé, bien décidée à faire table rase du passé, mais les choses ne vont pas se passer ainsi.
Un concours de natation organisé par l'entreprise familiale de Maurice est gagné par Karim, un immigré maghrébin, qui va bouleverser le cours des choses.

## Fiche technique
Source : IMDb, sauf mention contraire
- Titre original : Plus qu'hier, moins que demain[1]
- Réalisateur : Laurent Achard
- Scénariste : Laurent Achard et Ricardo Muñoz
- Producteur : Dominique Andreani
- Directeur de la photographie : Philippe Van Leeuw
- Montage : Josiane Zardoya
- Distribution des rôles : Sarah Teper
- Création des décors : Éric Barboza, Laurent Le Bourhis
- Direction artistique : Ricardo Muñoz
- Création des costumes : Pascaline Chavanne
- Sociétés de production : Movimento Productions, La Sept Cinéma, Rhône-Alpes Cinéma
- Société de distribution : Les Films du Paradoxe
- Format :  couleur  - Son Dolby SR
- Pays d'origine :  France
- Genre : comédie dramatique
- Durée : 1 h 26
- Date de sortie :
  -  France : 3 février 1999

## Distribution
- Mireille Roussel : Sonia, la soeur aînée
- Laetitia Legrix : Françoise, la soeur cadette
- Martin Mihelich : Julien, le petit frère
- Lily Boulogne : Martine, la mère
- Daniel Isoppo : Jean, le père
- Vincent Martin : Maurice, l'oncle (le frère de Martine)
- Pascal Cervo : Bernard, fils de Maurice et dont la mère est décédée
- Nathalie Besançon : Chantal, la fiancée de Maurice
- Alexis Perret : Patrick, le mari de Sonia
- Zakariya Gouram : Karim
- Julien Chichportich : Julien, un copain de Bernard
- Emmanuel Dubois : Hervé, un copain de Bernard
- Jean-Claude Montheil : l'animateur à la remise des prix
- Marion Dumoux : Xavier, le bébé de Sonia et Patrick